# Becslés
A becslés olyan eljárás, amely hiányos, többnyire tapasztalati adatok alapján, egy adott esetre, adott változóhoz egy becsült értéket rendel.
A köznyelvben a becslés szót leginkább a szemmértéken, megérzésen, tapasztalaton alapuló becslésekre használják. Ezt a folyamatot a különböző területekre vonatkozó ökölszabályok segítik. Az illúziók erősen hatnak a mindennapi becslésekre. Például egy ferde felületen mozogva a vízszintes becslése akár öt-tíz fokkal is eltér. Megfordulva a pontosság két-három fokra nő.
A statisztikában a becslésekkel a becsléselmélet foglalkozik.
A matematikában az approximáció vagy becslés jelenti tipikusan azt az eljárást, amikor egy mennyiség alsó-felső határait, vagy magát a mennyiséget nem lehet pontosan meghatározni, csak közelítő érték meghatározására van lehetőség. Ekkor vagy a kiindulási adat bizonytalan vagy egyéb adatokból közvetlenül nem származtatható, illetve az eljárás kimenete nem határozható meg egzakt módszerekkel.
- A projektmenedzsment vagy a mérnöki gyakorlat használja a becslést, főként tervezésnél, illetve a projekttervezés esetén. Több eljárásban is szerepel a becslés, általában a folyamat a következők szerint épül fel:
  - feladat felbontása/lebontása (például feladatok szétbontása WBS),
  - parametrikus becslés,
  - strukturált tervezés,
  - alapfeltételezések meghatározása,
  - Delphi módszer
  - függőségek azonosítása,
  - tevékenységek becslése (idő, erőforrásigény),
  - az eredmények dokumentálása.

## Matematikai alapok
A becslés matematikai oldalról történhet interpolációval, extrapolációval, átlagszámítással, bizonyos valószínűségszámítás alapján (például Monte Carlo-szimuláció).
A Buffon-féle tűeljárással például a pí értéke becsülhető igen jól.

## Tapasztalati alapok
A tapasztalatok alapján végzett becslések alapvetően két csoportra oszthatók:
- fentről lefelé (top-down) becslések
- lentről felfelé (bottom-up) becslések.

## Monte Carlo-módszer
A Monte Carlo (MC) módszert Neumann János dolgozta ki 1945-ben, amely egy matematikai eszköz, és alkalmas arra, hogy véletlen események sorozatával oldjunk meg determinisztikus problémákat. Manapság a fizika csaknem összes területén széles körű alkalmazása van a determinisztikus és statisztikus problémák megoldásának. Ilyen statisztikus probléma az elektron transzportja is szilárd anyagban. E módszer alkalmas arra, hogy olyan fizikai paramétereket származtassunk, melyeket más módszerekkel különösen nehezen határozhatunk meg (például rugalmas visszaszórási tényező).

## Delphi-módszer
A Delphi-módszer (konszenzuson alapuló) becslés. A résztvevőknek bizonyos tapasztalatuknak kell lennie az adott területen, ahol a becslést el kell végezni.
A folyamat fő lépései a következők:
- Annak a meghatározása, pontosan mit kell megbecsülni;
- A kiinduló feltételezések meghatározása;
- a fentiek alapján a résztvevők tapasztalataik alapján elvégzik a becslést;
- Az egyes becsült értékek egymással való megosztása, megbeszélése után a csoport egyetértéssel közösen elfogadott értéket határoz meg, ami a becslés eredménye.

## WAVE-módszer
A „WAVE” elnevezés az angol Weighted AVErage – súlyozott átlag – szavakból származik. A Delphi módszer továbbfejlesztett változata. A fentiekben leírt módon konszenzuson alapuló becslést végeznek a résztvevők, azzal a különbséggel, hogy nem egy értékre, hanem három értékre kell becslést adni:
- a legjobb esetre BC (Best case)
- a legrosszabb esetre WC (Worst case)
- a legvalószínűbb esetre ML (Most likely)

A három értékből a
{\displaystyle {\frac {({BC}+{WC}+4{ML})}{6}}}
képlettel számítható a becslés eredménye.

## Objektumalapú becslés
Akkor használható, ha a becsülni kívánt érték, de inkább értékek valamilyen egység alapján, lineárisan határozhatók meg. Ebben az esetben két becslési paramétert kell meghatározni:
- az egység értékét
- a korrekciós tényezőt.

A becslés eredménye a {\displaystyle {(E\times F)\times G}} képlettel számítható, ahol:
- E az adott objektum száma (adott)
- F a adott objektum egy egységére adott becslés
- G a korrekciós tényező, amely tapasztalaton alapul, az adott esetnek az átlagostól való eltérésének jellemzőinek (mennyiség, minőség, tudás, használt eszköz, stb.) figyelembe vételére szolgál. Ez a tényező nem azonos a mérnöki gyakorlatban ismert és használt biztonsági tényezővel.

Általában – főként ellenőrzési céllal – egy-egy becslést több módszerrel is célszerű végrehajtani, és az eredményeket összevetni. Ha nincsen túl nagy eltérés, akkor feltehetőleg jó a becslés (különösen akkor, ha független csoportok vagy személyek végezték a becslést). Ellenkező esetben célszerű újabb becsléseket készíteni.
Gyakran a becsléssel összefüggő információk számának növekedése jobb (pontosabb) becslést tesz lehetővé. fentiekre tekintettel a például a projektmenedzsment gyakorlatban a tervezésnél, ahol a becslések a leggyakrabban használatosak, a következő kategóriákat használják a becslések „jóságára”:
- durva becslés a +80% és -25% közötti eltérés
- elfogadható becslés a +25% és -10% közötti eltérés
- realista becslés a +10% és -5% közötti eltérés.

A pozitív és negatív irányú eltérések aszimmetriáját az a (kísérletileg igazolt) emberi tulajdonság magyarázza, hogy hajlamosak vagyunk optimistán becsülni: pozitív irányban inkább túlbecsülünk, mint alul.